# Воєнна колегія Верховного суду СРСР
Воєнна колегія Верховного Суду РРФСР/СРСР (ВКВС) — орган Верховного Суду РРФСР/СРСР, що розглядав справи особливої важливості стосовно вищого керівного складу армії і флоту (командир корпусу й вище), а також звинувачуваних у зраді Батьківщині та контрреволюційній діяльності. Також контролювала роботу військових трибуналів. З 1926 по 1948 роки незмінним керівником Воєнної колегії був армвоєнюрист (з 1943 року — генерал-полковник юстиції) Василь Ульріх.
Воєнна колегія розташовувалась у Москві в домі № 23 по Нікольській вулиці (з 1935 року — вулиця 25 жовтня).

## У роки терору
Це був вищий судовий орган в СРСР, який тільки у роки «великого терору» присудив до розстрілу кілька десятків тисяч людей.
У роки репресій 1937—1938 років Воєнна колегія розглядала справи особливої важливості, в тому числі — за відомими показовими процесами.
Склад ВКВС Союзу РСР у роки великого терору:
- Голова Воєнної колегії Верховного Суду Союзу РСР — Ульріх Василь Васильович (армвоєнюрист, потім генерал-полковник юстиції).
- Заступники Голови Воєнної Колегії Верховного Суду Союзу РСР: 
  - Іван Матулевич(інші мови) (корвоєнюрист, потім  генерал-лейтенант юстиції);
  - Йона Нікітченко (диввоєнюрист(інші мови), потім генерал-майор юстиції).
- Члени Воєнної колегії:
  - Георгій Алексеєв(інші мови) (бригвоєнюрист(інші мови));
  - Василь Буканов(інші мови) (воєнюрист 1 рангу);
  - Іван Голяков (диввоєнюрист);
  - Андріан Горячев (диввоенюрист);
  - Іван Детістов (бригвоєнюрист);
  - Яків Дмитрієв(інші мови) (диввоєнюрист);
  - Леонід Дмитрієв(інші мови) (бригвоєнюрист, потім генерал-майор юстиції);
  - Борис Ієвлєв (диввоєнюрист);
  - Сергій Ждан (бригвоєнюрист);
  - Іван Зарянов(інші мови) (бригвоєнюрист);
  - Сергій Калашников (бригвоєнюрист);
  - Петро Камерон (диввоєнюрист);
  - Дмитро Кандибін(інші мови) (бригвоєнюрист, диввоєнюрист);
  - Федір Каравайков (бригвоєнюрист, потім генерал-майор юстиції);
  - Ілля Кітін (бригвоєнюрист);
  - Федір Климін (воєнюрист 1 рангу, бригвоєнюрист);
  - Василь Колпаков(інші мови) (диввоєнюрист);
  - Мойсей Лернер (бригвоєнюрист);
  - Олександр Мазюк (диввоєнюрист);
  - Іван Марченко (бригвоєнюрист);
  - Броніслав Міляновський (диввоєнюрист);
  - Олександр Орлов(інші мови) (корвоєнюрист, потім генерал-майор юстиції);
  - Павленко (полковник юстиції);
  - Леонард Плавнек(інші мови) (корвоєнюрист);
  - Сергій Преображенцев (бригвоєнюрист);
  - Михайло Романичев(інші мови) (бригвоєнюрист);
  - Микола Ричков (диввоєнюрист, потім  генерал-лейтенант юстиції);
  - Ян Рутман(інші мови) (бригвоєнюрист);
  - Аркадій Стельмахович (бригвоєнюрист);
  - Стучек (полковник юстиції);
  - Султарін;
  - Андрій Суслін (диввоєнюрист, потім генерал-майор юстиції);
  - Сюльдін В. В. (бригвоєнюрист, полковник юстиції);
  - Тулін;
  - Олександр Чепцов(інші мови) (генерал-лейтенант юстиції)
- Секретарі колегії:
  - Батнер (воєнюрист 1 рангу);
  - Козлов (воєнюрист 2 рангу);
  - Кондратьєв (воєнюрист 1 рангу);
  - Костюшко (воєнюрист 1-го рангу).

## Розстріли
Будинок на Нікольській, 23 називають також «Розстрільним домом».
За однією з версій розстріли відбувались одразу ж після суду у підвалах сусідніх будівель, де розташовувався політвідділ особливих військ НКВС (будинок № 8 по Нікольській вулиці), однак проведене Слідчим комітетом при Прокуратурі РФ розслідування цю версію не підтвердило.
Керував розстрілами комендант НКВС Василь Блохін.

## Засудження за списками

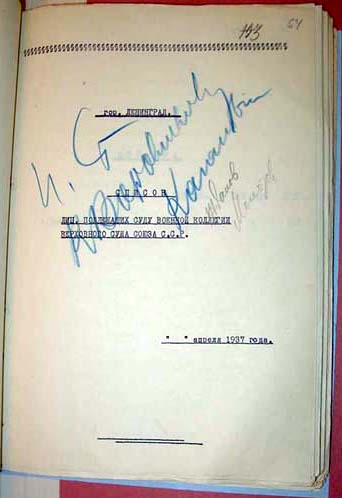
Розстрільні списки по Ленінграду. Підписи Сталіна, Ворошилова, Кагановича, Жданова і Молотова. Квітень 1937 року

У період з 1934 по 1938 роки вироки ВКВС виносились відповідно до списків, складених та підписаних вищим керівництвом СРСР. Списки містили переліки людей, засуджених з особистої санкції Сталіна та його найближчих соратників у Політбюро ЦК ВКП(б) до різних мір покарання — переважно до розстрілу .
Результати розгляду списків передавались із НКВС до ВКВС, де вирок виносився відповідно до так званої «категорії», вказаної у списку. В реальності ж дана «категорія» відображала лише максимально припустиму міру покарання. Надалі багато з первинних вироків були замінені на м'якші.
Судова процедура була вкрай спрощеною: слухання справи проходило без свідків і тривало в середньому 5-10 хвилин (у рідкісних випадках до півгодини). За цей час троє суддів мали встигнути «роз’яснити підсудному його права, оголосити звинувачувальний вирок (…) роз’яснити суть звинувачення, з’ясувати ставлення звинувачуваного до «скоєних злочинів», вислухати його свідчення й останнє слово (…) провести нараду, написати вирок і, повернувшись до зали судового засідання, оголосити його…». Смертні вироки часто підсудним не оголошувались — вони дізнавались про свою долю безпосередньо перед стратою.
Оскарження вироків було практично неможливим з причини секретності більшості справ.
Разом за повоєнні роки за списками Політбюро ЦК ВКП(б) було розстріляно, за різними джерелами, від 40 до 44 тисяч чоловік.

## Сучасність
В часи перебудови виникла ідея створити у цьому ж будинку Музей історії радянського терору, на той час будинок належав військкомату. У 1990-ті роки військкомат перевели, а будинок продали. Нині він належить дочірньому підприємству Банку Москви.
У 2006 році Москомспадщина присвоїла статус знову виявленої пам’ятки культурної спадщини будинку на Нікольській, 23.